# Camino a Bali
Camino a Bali es una comedia musical cinematográfica estadounidense de 1952 dirigida por Hal Walker y protagonizada por Bing Crosby, Bob Hope y Dorothy Lamour. Estrenada por Paramount Pictures el 1 de noviembre de 1952, es la sexta de las siete películas de la serie Road to.... Fue la única rodada en Technicolor y la primera en incluir cameos sorpresa de otras conocidas estrellas de la época.

## Argumento
George (Bing Crosby) y Harold (Bob Hope), dos hombres que cantan y bailan en una actuación en Melbourne, Australia, huyen para evitar posibles proposiciones de matrimonio. Acaban en Darwin, donde encuentran trabajo como buceadores de aguas profundas para un príncipe. Después son llevados en bote a una isla idílica en la ruta a Bali, Indonesia. Allí lucharán por los favores de la exótica (y medio-escocesa) princesa Lala (Dorothy Lamour), una prima del príncipe (Murvyn Vye). Una peligrosa zambullida provoca el descubrimiento de un cofre de joyas que el príncipe busca adquirir para beneficio propio.
Tras escapar del príncipe y sus secuaces, los tres naufragan y acaban en otra isla. Lala ahora está enamorada de los dos y no puede decidir a quién elegir. Pero cuando los encuentran los nativos, se entera de que en su sociedad una mujer puede tomar múltiples maridos, y declara que se casará con ambos. Mientras los hombres se preparan para la ceremonia, ambos pensando que el otro ha salido perdedor, los planes cambian porque Lala es casada contra su voluntad con el repetidamente casado Rey (Leon Askin), mientras que los chicos son casados entre sí.
Furioso con el acuerdo, un dios volcánico inicia una erupción masiva. Tras huir, los tres terminan en otra playa donde Lala elige a George como su marido. Un impávido Harold conjura a Jane Russel de una canasta al tocar una flauta. Para desgracia de él, ella también rechaza a Harold, por lo que George se marcha con ambas chicas. Un solitario Harold es abandonado en la playa, exigiendo que la película no debería terminar además de pedir a la audiencia que se quede para ver lo que sucedería luego.